# Cassiopeia (album)
Cassiopeia er det tredje studiealbum fra den danske rapper L.O.C.. Albummet blev udgivet den 12. september 2005 af Virgin Records. Cassiopeia gik ind som nummer ét på den hitlisten, og blev tildelt guld for salg af 20.000 eksemplar den efterfølgende uge. I 2006 blev Cassiopeia genudgivet i begrænset udgave med tre bonusnumre. Albummet har modtaget platin for 30.000 solgte eksemplarer. Fem af numrene er produceret af den amerikanske West Coast-producer Bosko, der også har mixet hele albummet.
Albummets første single, "Frk. Escobar" udkom den 9. september 2005. I september 2008 modtog singlen guld for 7.500 solgte downloads. I juli 2013 modtog singlen guld for 900.000 streams. "Du gør mig" udkom som anden single i 2006. I september 2006 modtog singlen guld for 7.500 downloads. I november 2013 modtog singlen guld for 900.000 streams.

## Spor
- Albummet er opdelt i tre EP'er. Spor 1 til 5 er Sange fra Proletarstræde, spor 6 til 10 er Ballader fra den lukrative rendesten, og spor 11 til 15 er Bangers fra 8210.[7]

| #   | Titel                                         | Sangskriver(e)                                                | Producer(e)           | Længde |
| --- | --------------------------------------------- | ------------------------------------------------------------- | --------------------- | ------ |
| 1.  | "Verden udenfor"                              | Liam O'Connor, Rune Rask, Troels Nielsen                      | Rask, Troo.L.S        | 2:59   |
| 2.  | "Få din Flask' på"                            | O'Connor, Rask, Nielsen                                       | Rask, Troo.L.S        | 3:51   |
| 3.  | "Vendt om"                                    | O'Connor, Jonas Vestergaard                                   | Lounge Lizzards       | 3:26   |
| 4.  | "Hold kæft og se godt ud" (featuring Orgi-E)  | O'Connor, Emil Simonsen, Vestergaard, Lasse Theis Martinussen | Lounge Lizzards       | 4:23   |
| 5.  | "Frk. Escobar"                                | O'Connor, Rask, Nielsen                                       | Rask, Troo.L.S        | 3:13   |
| 6.  | "Den lukrative rendesten"                     | O'Connor, Louis Winding, Frederik Schjoldan                   | Winding, Schjoldan    | 5:29   |
| 7.  | "Klub 27" (featuring Bai-D)                   | O'Connor, Andreas Duelund                                     | Maximum Risk          | 3:26   |
| 8.  | "Du gør mig"                                  | O'Connor, Rasmus Stabell, Vestergaard                         | Providers             | 3:16   |
| 9.  | "Gemt væk"                                    | O'Connor, Rask, Nielsen                                       | Rask, Troo.L.S        | 4:05   |
| 10. | "Ave Maria"                                   | O'Connor, Glenn Rottland                                      | Scottland Productions | 4:02   |
| 11. | "100"                                         | O'Connor, Bosko Kante                                         | Bosko                 | 4:11   |
| 12. | "Læg den hater ned" (featuring U$O & Johnson) | O'Connor, Kante, Ausamah Saeed, Marc Johnson                  | Bosko                 | 5:23   |
| 13. | "De sidste tider"                             | O'Connor, Kante                                               | Bosko                 | 3:41   |
| 14. | "Ignorant" (featuring U$O)                    | O'Connor, Kante, Saeed                                        | Bosko                 | 3:54   |
| 15. | "Min tilstand"                                | O'Connor, Kante                                               | Bosko                 | 4:21   |

| 16. | "Mig og min paranoia"                          | O'Connor, Rask, Nielsen                    | Rask, Troo.L.S | 3:48 |
| 17. | "Få din flask' på" (featuring Suspekt) (remix) | O'Connor, Rask, Simonsen, Duelund, Nielsen | Rask, Troo.L.S | 4:14 |
| 18. | "Din eneste ene"                               | O'Connor, Rottland, Ulf Scott              | Rask, Troo.L.S | 3:50 |